# Metachrostis olivescens
Metachrostis olivescens är en fjärilsart som beskrevs av W. Warren 1913. Metachrostis olivescens ingår i släktet Metachrostis och familjen nattflyn. Inga underarter finns listade i Catalogue of Life.